# Pepe the Frog: alt-rightrörelsens stulna groda
Pepe the Frog: alt-rightrörelsens stulna groda (originaltitel: Feels Good Man) är en amerikansk dokumentärfilm från 2020 regisserad av Arthur Jones. Dokumentären handlar om hur Matt Furies seriefigur Pepe the Frog får sitt eget liv på internet, först som meme, och senare som hatsymbol.
Dokumentären är Arthur Jones regidebut. Jones är själv serietecknare.
Pepe the Frog: alt-rightrörelsens stulna groda sändes i svensk tv den 29 januari 2021 som en del av K special i SVT2 och med originaltitel i finländsk tv den 28 februari 2021 på Yle Teema & Fem.

## Synopsis
Pepe The Frog var en av karaktärerna i Matt Furies seriealbum Boy’s Club som handlar om ett gäng manliga rumskamrater som nyss gått färdigt college. Pepe började dyka upp som meme på fitnessajter för att sedan sprida sig till 4chan där han blir en symbol för självidentifierade losers och senare även till Trumpanhängare, alternativ höger och vitmaktrörelsen. 
I dokumentären intervjuas 4chan-användare och Donald Trumps före detta kampanjstrategist om vad Pepe betyder för dem.  
I ett försök att få stopp på de högerextremas användning av Pepe ritar Furie en serie där Pepe dör och de andra seriefigurerna går på hans begravning, utan någon verkan.
I dokumentären drar Furie Alex Jones och Infowars inför domstol och vinner åtalet, vilket sporrar honom att fortsätta försöka ta tillbaka kontrollen över Pepe. Furie går till Anti-Defamation League och ber dem att ta bort Pepe från deras lista över hatsymboler, vilket de vägrar, och Furie inser att han har en lång väg framför sig. 
Slutet av dokumentären visar hur Pepe har blivit maskot för demonstrationerna i Hongkong som visar hur en hatsymbol kan omvandlas till att representera hopp.